# Vojača bosnyák királyné
Vojača (1417 körül – 1445 után) bosnyák királyné, Tomašević István bosnyák király édesanyja.

## Élete
Származása ismeretlen. Patarénus szokás szerint ment férjhez Kotromanić István Tamáshoz még annak trónra lépése előtt. A férje, az új bosnyák király azonban, hogy uralmát az egész országban elismertethesse, feleségül kívánta venni legfőbb riválisának, országa legnagyobb főurának, Kosača Vukčić Istvánnak a lányát, Katalint, ezért a pápához fordult a házassága érvénytelenítése ügyében. Miután István Tamás király a trónra léptekor áttért a katolikus hitre, így annak ürügyén, hogy házasságkötése a patarenus szokások szerint történt, a frigy felbontását kérelmezte. IV. Jenő pápa egy 1445. május 29-én kelt oklevelében érvénytelenítette a házasságot, ugyanakkor a válás ellenére a fiukat, Tomašević Istvánt törvényesnek ismerte el.
A volt királynét utoljára kisebbik fia halálakor említik a források, mikor ez az ismeretlen nevű fia elkísérte anyját egy zarándoklaton a Mljet-szigeti Szűz Mária kolostorban látható Mária-képhez, és ekkor a 14 éves fiú meghalt, akit a fent említett kolostorban el is temettek. Az esemény évszáma ismeretlen, de sírfelirata fennmaradt, mely így hangzik: Itt nyugszik  Tamás bosnyák király fia.
A királyné további sorsa ismeretlen, de feltehetőleg meghalt még a fia, Tomašević István 1461. évi trónra lépése előtt, hiszen ekkor ő mostohaanyjával, Vukčić Katalinnal kibékült, és őt ismerte el anyjának.

## Gyermekei
- István Tamás (1412 körül–1461) bosnyák királytól, 2 fiú:
  - István (1438 körül–1463) bosnyák királyi herceg, Szerbia (1459) és Bosznia (1463) utolsó uralkodója, felesége Brankovics Mária  (1447–1498 körül) szerb hercegnő, gyermekei nem születtek
  - N. (fiú) bosnyák királyi herceg, meghalt 14 évesen[5]

## Külső hivatkozások
- Cawley, Charles: Bosnia Kings Genealogy (angol nyelven). Foundation for Medieval Genealogy. (Hozzáférés: 2015. március 20.)
- Marek, Miroslav: The House of Kotromanić (angol nyelven). Euweb. (Hozzáférés: 2015. március 20.)

| Előző Nelipić Ilona | Bosznia királynéja 1443 – 1445 | Következő Kosača Vukčić Katalin |